# Ivan Jelínek
Ivan Jelínek, celým jménem Ivan Maria Josef Jelínek (6. června 1909 Kyjov – 27. září 2002 Londýn, Spojené království) byl český novinář, spisovatel, básník, překladatel, výtvarný kritik a esejista.

## Život

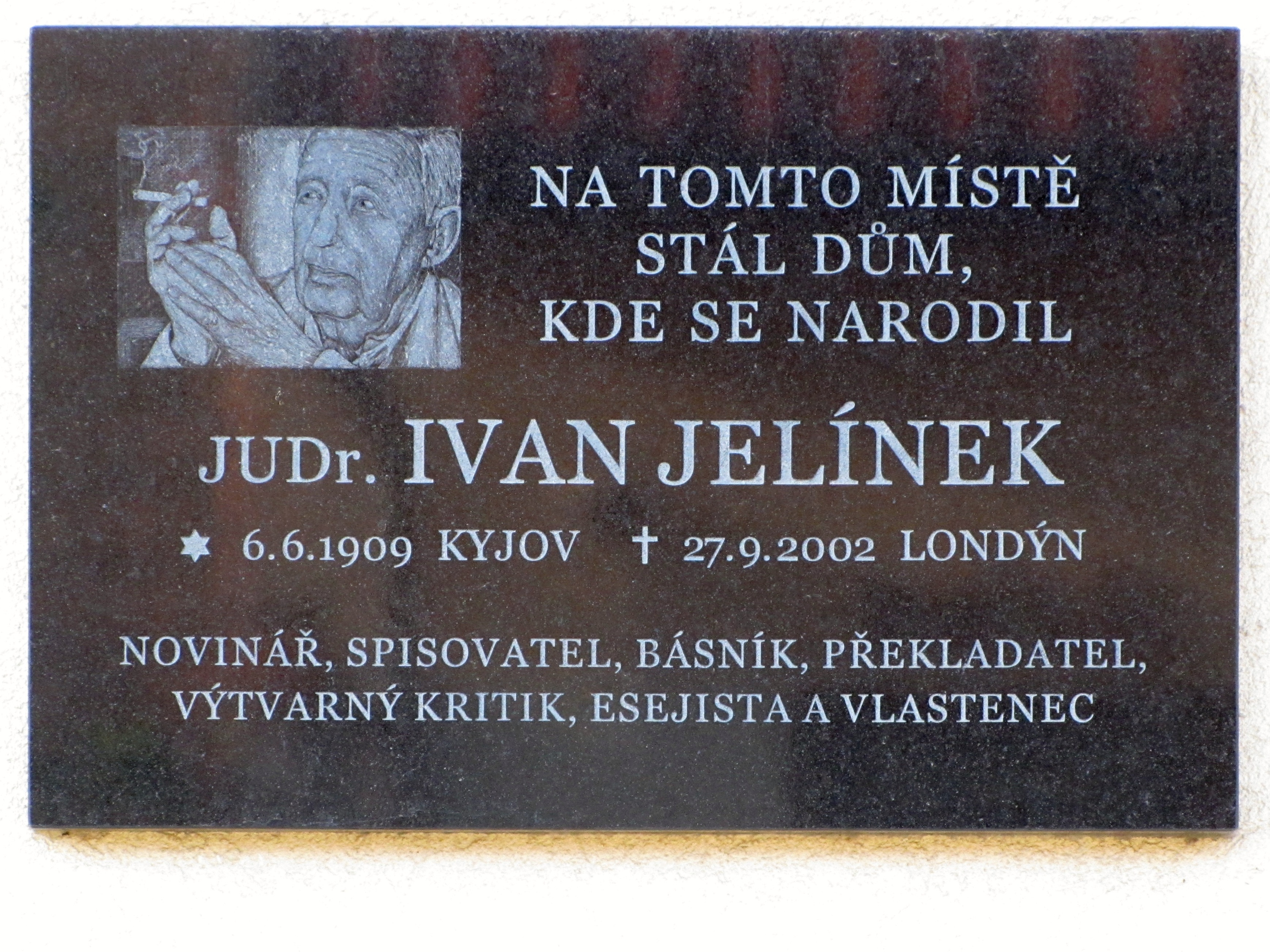
V roce 2015 byla na místě jeho rodného domu v Kyjově odhalena pamětní deska

### Před druhou světovou válkou v Brně
Jelínek studoval na gymnáziu, po maturitě v roce 1928 vystudoval práva. Po ukončení studií v roce 1932 začal pracovat jako praktikant u tamního krajského soudu. Od 30. let 20. století také spolupracoval (1933–1936) s městským divadlem, kde působil jako jazykový poradce činohry. V letech 1933–1938 byl také členem zdejší redakce Lidových novin, spolupracoval také s místním studiem Československého rozhlasu, později i s pražským studiem.

### Druhá světová válka
Od 1939 pracoval ve Francii, kde vedl českou redakci rozhlasové stanice Svobodné Československo. Od 1940 působil ve Velké Británii. Zde organizoval v místním rozhlasu programy pro okupované Československo, resp. Protektorát Čechy a Morava. Zde rovněž připravoval československé vojenské periodikum Naše noviny.

### Po druhé světové válce
V roce 1945 se vrátil zpět do vlasti. V letech 1945–1947 pracoval jako státní úředník na československém ministerstvu informací.

### Exil
Od roku 1947 opět působil v Londýně jako novinář, v roce 1949 odcestoval do Kanady, od 1951 žil ve Spojených státech amerických v New Yorku, kde pracoval pro české redakce rozhlasových stanic Svobodná Evropa a Hlas Ameriky. V Kalifornii vyučoval na vojenské škole češtinu. V roce 1956 potřetí a naposledy ve svém životě definitivně přesídlil do Londýna. Zde tehdy byl kulturním redaktorem. Až do doby svého odchodu do důchodu v roce 1969 byl externím spolupracovníkem britské BBC, kde pracoval v její české sekci.

## Překladatelská činnost
Překládal z němčiny, později z angličtiny. Část překladatelské činnosti spadá do období před rokem 1945.

## Dílo

### Próza
- 1994 Potápěči – autobiografický román
- 1994 Jablko se kouše – vzpomínková kniha

### Básnické sbírky

#### Předválečná tvorba v Československu
- 1936 Nedělní procházka
- 1938 Perletě
- 1938 Kudy

#### V exilu
- 1944 Básně 1938–1944, Naše noviny, Londýn, 1944;
- 1946 Kudy II.
- 1946 Básně 1939–1945
- 1956 Ulice břemen
- 1960 Skutečna, Lucernička, Mnichov, 1960
- 1965 V sobě letohrad
- 1970 Sochy, Sedm částek
- 1970 Letohrad
- 1971 Ódy
- 1975 Posel
- 1980 Kolová stavba
- 1982 Akropolis, Poezie mimo Domov
- 1986 Se sluncem na prsou a lvem
- 1988 Hoře věčnosti
- 1988 Bocca della verita

## Ocenění
- 1993: čestné občanství města Kyjova
- 1995: Cena Jana Zahradníčka
- 1996: čestné občanství města Brna
- 1998:  Medaile Za zásluhy I. stupně